# الدار (شريح)

تعديل مصدري - تعديل

الدار محلة تابعة لقرية شريح، التابعة لعزلة شريح بمديرية النادرة إحدى مديريات محافظة إب في الجمهورية اليمنية، بلغ تعداد سكانها 40 حسب تعداد اليمن لعام 2004.